# Idsal
Idsal  est une île de la commune de Strand, dans le comté de Rogaland en Norvège, dans la mer du nord.

## Description
L'île de 3,1 km2 se situe directement entre l'île d'Idse et le continent avec l'Idsefjorden (no) et le Høgsfjorden (en) de chaque côté de l'île. Il y a un court pont sur les côtés est et ouest d'Idsal qui le relie respectivement au continent et à Idse. La plupart des 12 résidents permanents de l'île vivent du côté sud-ouest de l'île, mais il existe de nombreuses maisons de vacances réparties sur toute l'île.